# نذر (اسلام)

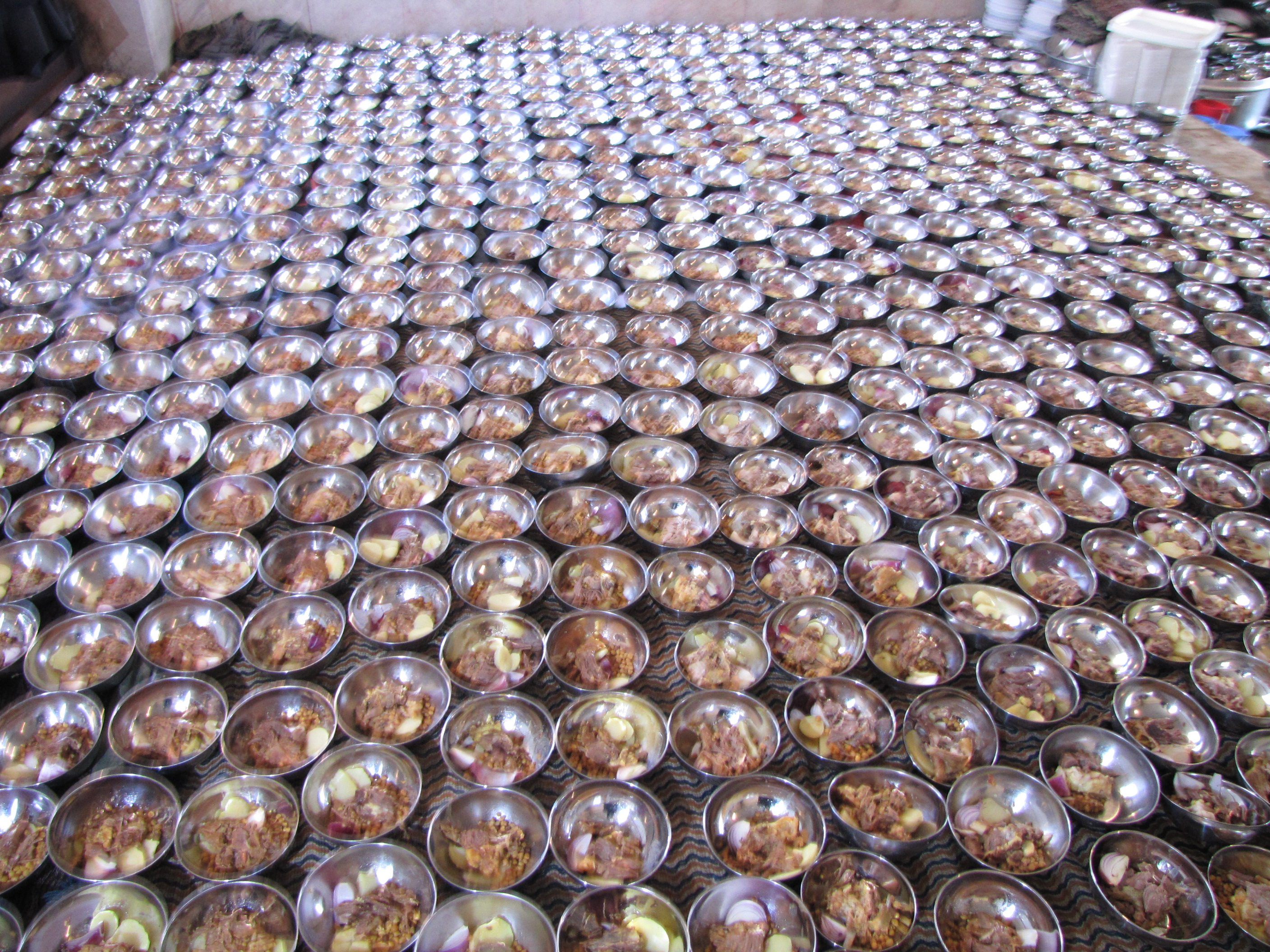
غذای نذری در سوگواری حسین بن علی

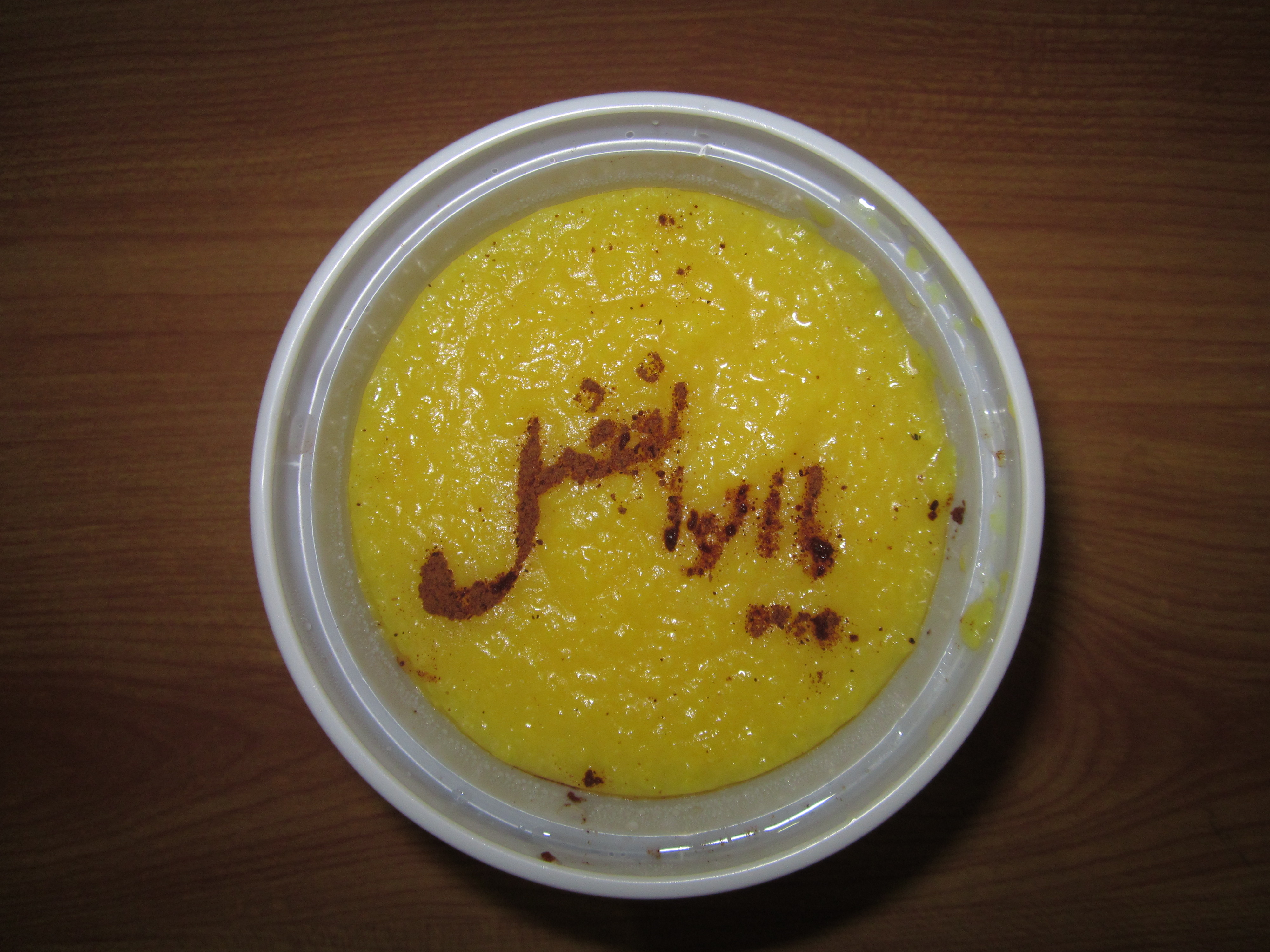
لقب عباس بن علی (ابوالفضل) که با دارچین آسیاب شده بر روی غذای سنتی ایرانی موسوم به شله‌زرد نوشته شده‌است. این نوع اسم‌نویسی را بر روی غذاهای نذری انجام می‌دهند.

نَذر یعنی آن که انسان تصمیم بگیرد برای خدا کاری را انجام بدهد. آن کار که به خودی خود مستحب بوده‌است، بر اثر نذر واجب می‌شود. میتوان ثواب نذر را هدیه به هر انسان مقدسی نمود و اصطلاح اینکه نذر ابوالفضل العباس  و.. کرده ام هم به این معنی است که عهد میکند کار خوبی را انجام داده یا از کار بدی اجتناب کند. البته نذر کردن آدابی دارد که با مراجعه به کتاب های دینی و یا سایت های مراجع از آن اطلاع یافت.  
البته یک حالت دیگر هم برای نذر هست و آن این که انسان تصمیم بگیرد برای خدا کاری را (که مکروه و ناپسند است) ترک کند یا ترک کاری که نکردن آن بهتر است.
معمولاً نذرهایی که انسان می‌کند به صورت مشروط است یعنی مثلاً نذر می‌کند که «اگر بیماریم معالجه شد، روز قبل از ماه رمضان را روزه می‌گیرم.» ادا کردن نذر از اهمیت ویژه ای برخوردار است.